# 1942 en philosophie
Chronologie de la philosophie
- 1938
- 1939
- 1940
- 1941
- 1942
- 1943
- 1944
- 1945
- 1946

L’année 1942 a été marquée, en philosophie, par les événements suivants :

## Publications
- L'Eau et les Rêves, de Gaston Bachelard.
- Le Mythe de Sisyphe, d'Albert Camus.

### Rééditions
- Pierre-Daniel Huet :  Traité de l’origine des romans, Éd, critique, accompagnée d’une introduction et de notes, Amsterdam, 1942

## Décès
- 9 août : Edith Stein, née en 1891, morte à 50 ans.